# Nadja à Paris
Nadja à Paris è un cortometraggio del 1964, diretto da Éric Rohmer.

## Trama
Nadja, una studentessa universitaria, jugoslava di nascita e americana d'adozione, a Parigi per preparare una tesi su Marcel Proust, racconta il proprio soggiorno nella città francese.
Risiede alla Cité universitaire, nella Maison de l'Allemagne, ma in pochi minuti è al Quartiere latino, dove si trova la Sorbona, che però frequenta raramente, preferendo trascorrere il proprio tempo esplorando Parigi. Passeggia per le vie della rive gauche, fra librerie e caffè all'aperto, si aggira nel primo quartiere conosciuto al suo arrivo, Saint-Germain-des-Prés, occupa le proprie serate e nottate in interminabili conversazioni con artisti e intellettuali a Montparnasse, ma si concede anche momenti di solitudine al Parc des Buttes Chaumont. 
Trascorre intere giornate nel quartiere popolare di Belleville, attratta dalla Parigi ignorata, quella dei mercati e della gente comune, e dal senso di accoglienza e familiarità provato nei bar frequentati dagli operai.
Nadja conclude che non vuole rimanere a Parigi ma neanche perderla di vista, perché è stata segnata dal suo soggiorno, che ha coinciso con un momento così importante della sua vita per la formazione della sua personalità.

## Home Video
Il cortometraggio è stato distribuito in Italia da Dolmen Home Video, in un DVD che comprende anche Charlotte et son steak, La fornaia di Monceau e La carriera di Suzanne.